# Scherengrundbach
Der Scherengrundbach ist ein rechter Zufluss der Feldkahl im Landkreis Aschaffenburg im bayerischen Spessart.

## Geographie

### Verlauf
Der Scherengrundbach entspringt nördlich von Feldkahl. Er fließt in südliche Richtung und mündet in Feldkahl in die Feldkahl.

### Flusssystem Kahl
- Liste der Fließgewässer im Flusssystem Kahl